# Cieurac
Cieurac est une commune française, située dans le sud du département du Lot en région Occitanie.
Elle est également dans le causse de Limogne, un des quatre causses du Quercy, dénudé et clairsemé de champs de lavande, de genévriers et de chênes truffiers.
Exposée à un climat océanique altéré, elle est drainée par le Tréboulou, le ruisseau de Cieurac. Incluse dans le parc naturel régional des Causses du Quercy, qui a depuis 2017 le label de géoparc mondial Unesco, la commune possède un patrimoine naturel remarquable :  un espace protégé (le « Camp Ramon ») et cinq zones naturelles d'intérêt écologique, faunistique et floristique.
Cieurac est une commune rurale qui compte 647 habitants en 2022, après avoir connu une forte hausse de la population depuis 1968.  Elle fait partie de l'aire d'attraction de Cahors. Ses habitants sont appelés les Cieuracois ou  Cieuracoises.
Le nom occitan de la commune est Siurac (prononcer Cioura).

## Géographie
Commune du Quercy située dans l'aire urbaine de Cahors, sur l'autoroute A20 au sud de Cahors.

### Communes limitrophes
Les communes limitrophes sont Flaujac-Poujols, Fontanes, Laburgade, Lalbenque et Le Montat.
|           | Flaujac-Poujols |           |
| Le Montat | Cieurac         | Laburgade |
|           | Fontanes        | Lalbenque |

### Climat
Pour des articles plus généraux, voir Climat de l'Occitanie et Climat du Lot.
En 2010, le climat de la commune est de type climat océanique altéré, selon une étude s'appuyant sur une série de données couvrant la période 1971-2000. En 2020, Météo-France publie une typologie des climats de la France métropolitaine dans laquelle la commune est toujours exposée à un climat océanique altéré et est dans la région climatique Aquitaine, Gascogne, caractérisée par une pluviométrie abondante au printemps, modérée en automne, un faible ensoleillement au printemps, un été chaud (19,5 °C), des vents faibles, des brouillards fréquents en automne et en hiver et des orages fréquents en été (15 à 20 jours).
Pour la période 1971-2000, la température annuelle moyenne est de 12,7 °C, avec une amplitude thermique annuelle de 16 °C. Le cumul annuel moyen de précipitations est de 876 mm, avec 10,1 jours de précipitations en janvier et 6,4 jours en juillet. Pour la période 1991-2020, la température moyenne annuelle observée sur la station météorologique la plus proche, située sur la commune du Montat à 5 km à vol d'oiseau, est de 13,3 °C et le cumul annuel moyen de précipitations est de 824,6 mm,. Pour l'avenir, les paramètres climatiques de la commune estimés pour 2050 selon différents scénarios d’émission de gaz à effet de serre sont consultables sur un site dédié publié par Météo-France en novembre 2022.

### Milieux naturels et biodiversité

#### Espaces protégés
La protection réglementaire est le mode d’intervention le plus fort pour préserver des espaces naturels remarquables et leur biodiversité associée,.
La commune fait partie du parc naturel régional des Causses du Quercy, un espace protégé créé en 1999 et d'une superficie de 183 039 ha, qui s'étend sur 102 communes du département du Lot. La cohérence du territoire du Parc s’est fondée sur l’unité géologique d’un même socle de massif karstique, entaillé de profondes vallées. Le périmètre repose sur une unité de paysages autour de la pierre et du bâti (souvent en pierre sèche), de l’empreinte des pelouses sèches et du pastoralisme et de l’omniprésence des patrimoines naturels et culturels,. Ce parc a été classé Géoparc en mai 2017 sous la dénomination « géoparc des causses du Quercy », faisant dès lors partie du réseau mondial des Géoparcs, soutenu par l’UNESCO,.
Un  autre espace protégé est présent sur la commune : 
le « Camp Ramon », un terrain acquis (ou assimilé) par un conservatoire d'espaces naturels, d'une superficie de 13,4 ha.

#### Zones naturelles d'intérêt écologique, faunistique et floristique

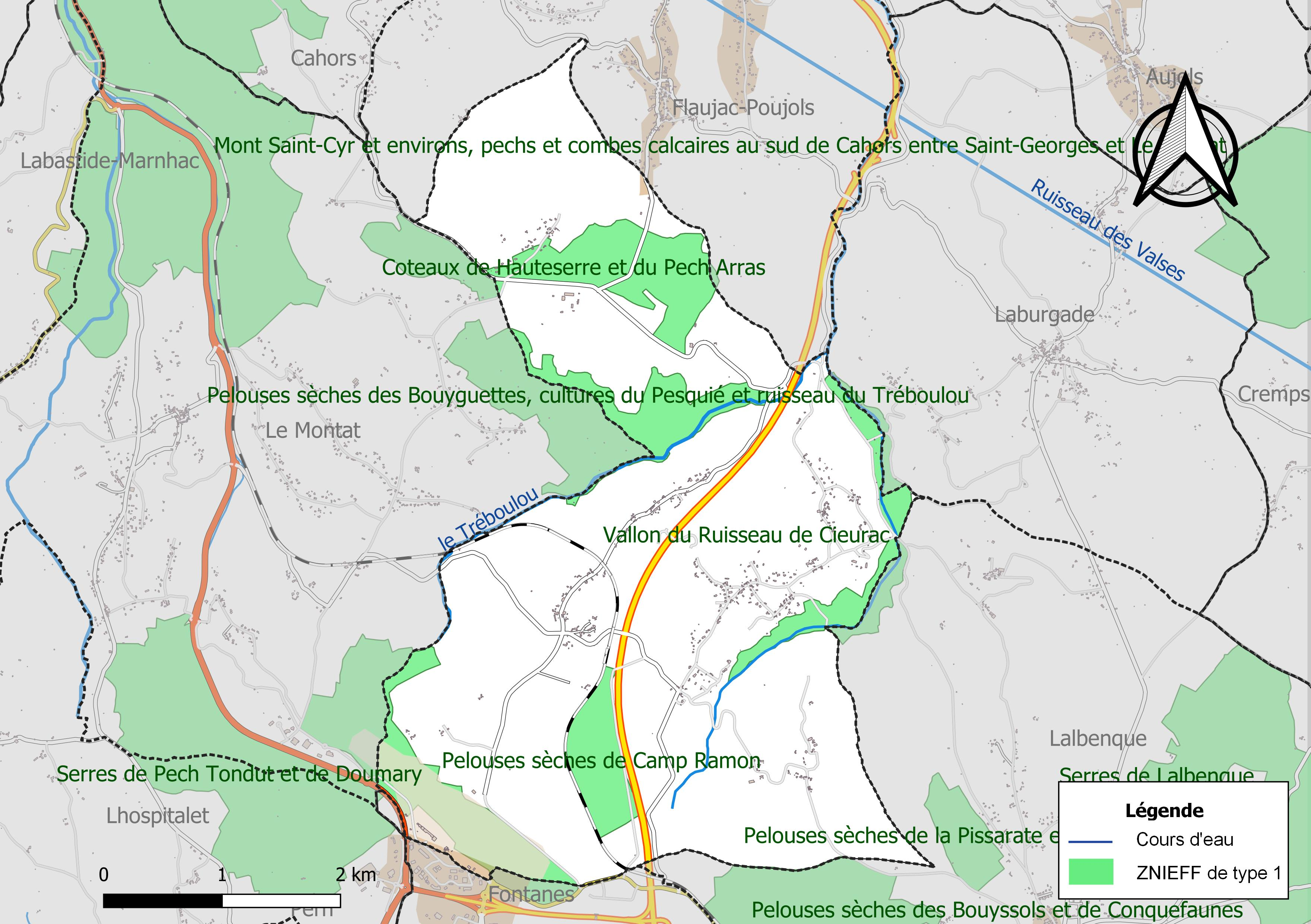
Carte des ZNIEFF de type 1 localisées sur la commune.

L’inventaire des zones naturelles d'intérêt écologique, faunistique et floristique (ZNIEFF) a pour objectif de réaliser une couverture des zones les plus intéressantes sur le plan écologique, essentiellement dans la perspective d’améliorer la connaissance du patrimoine naturel national et de fournir aux différents décideurs un outil d’aide à la prise en compte de l’environnement dans l’aménagement du territoire.
Cinq ZNIEFF de type 1 sont recensées sur la commune :
- les « coteaux de Hauteserre et du pech Arras » (129 ha), couvrant 3 communes du département[17] ;
- les « pelouses sèches de Camp Ramon » (49 ha)[18] ;
- les « pelouses sèches des Bouyguettes, cultures du Pesquié et ruisseau du Tréboulou » (146 ha), couvrant 2 communes du département[19].
- le « vallon du ruisseau de Cieurac » (68 ha), couvrant 3 communes du département[20].
- la « zone des Volcans, des Ségalas et de l'aérodrome de Cahors-Lalbenque » (142 ha), couvrant 3 communes du département[21] ;

### Voies de communication et transports
La desserte de la commune est assurée par la ligne d'autocar 881 du réseau régional liO, permettant de rejoindre la gare de Cahors depuis Varaire.

## Urbanisme

### Typologie
Au 1er janvier 2024, Cieurac est catégorisée commune rurale à habitat dispersé, selon la nouvelle grille communale de densité à sept niveaux définie par l'Insee en 2022.
Elle est située hors unité urbaine. Par ailleurs la commune fait partie de l'aire d'attraction de Cahors, dont elle est une commune de la couronne,. Cette aire, qui regroupe 78 communes, est catégorisée dans les aires de 50 000 à moins de 200 000 habitants,.

### Occupation des sols
L'occupation des sols de la commune, telle qu'elle ressort de la base de données européenne d’occupation biophysique des sols Corine Land Cover (CLC), est marquée par l'importance des forêts et milieux semi-naturels (55,2 % en 2018), en diminution par rapport à 1990 (59,2 %). La répartition détaillée en 2018 est la suivante : 
forêts (49,5 %), zones agricoles hétérogènes (34,7 %), milieux à végétation arbustive et/ou herbacée (5,6 %), cultures permanentes (4,8 %), zones industrielles ou commerciales et réseaux de communication (3,9 %), prairies (1,4 %), zones urbanisées (0,1 %). L'évolution de l’occupation des sols de la commune et de ses infrastructures peut être observée sur les différentes représentations cartographiques du territoire : la carte de Cassini (XVIIIe siècle), la carte d'état-major (1820-1866) et les cartes ou photos aériennes de l'IGN pour la période actuelle (1950 à aujourd'hui).

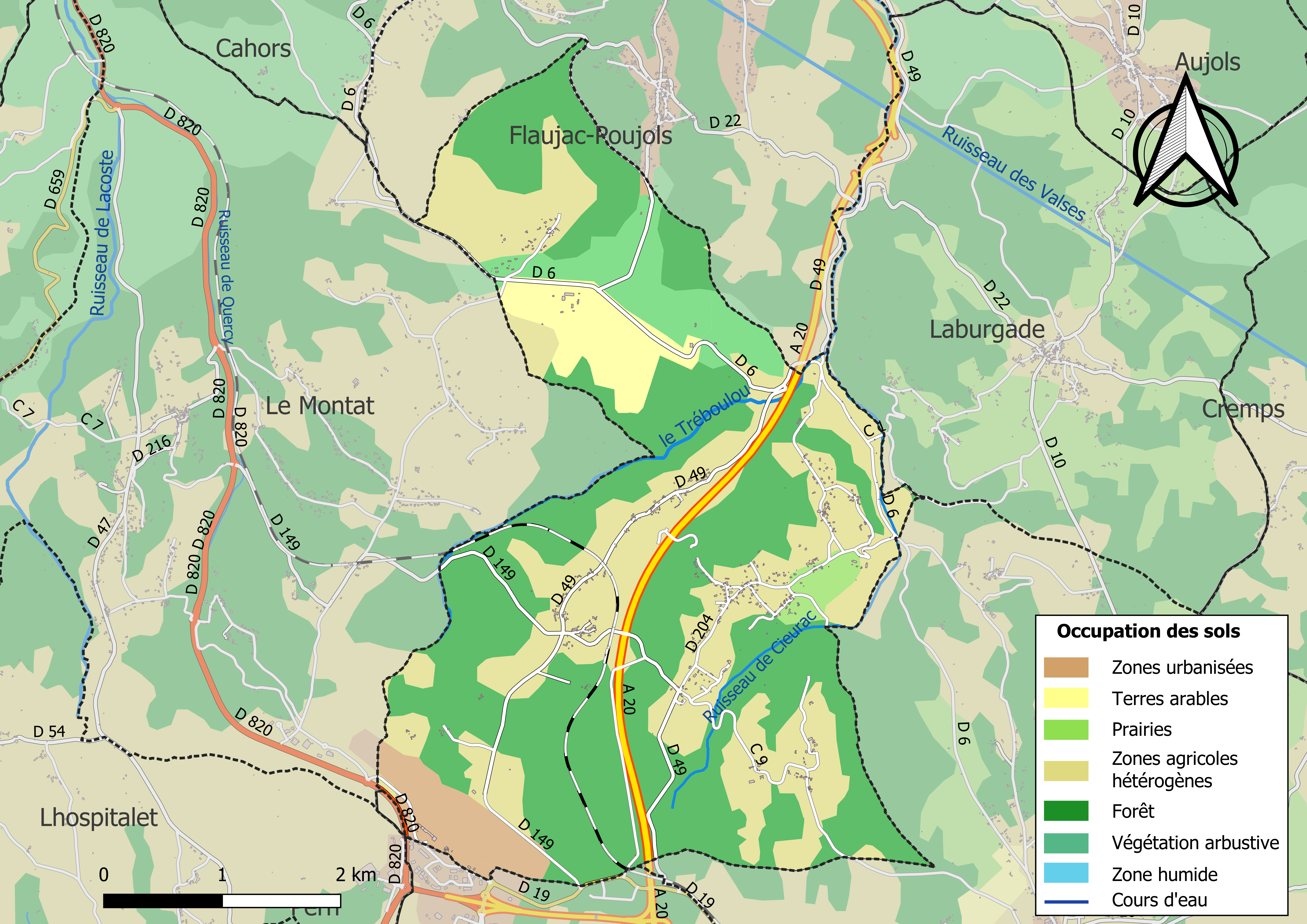
Carte des infrastructures et de l'occupation des sols de la commune en 2018 (CLC).

### Risques majeurs
Le territoire de la commune de Cieurac est vulnérable à différents aléas naturels : météorologiques (tempête, orage, neige, grand froid, canicule ou sécheresse), inondations, feux de forêts, mouvements de terrains et séisme (sismicité très faible). Il est également exposé à un risque technologique,  le transport de matières dangereuses. Un site publié par le BRGM permet d'évaluer simplement et rapidement les risques d'un bien localisé soit par son adresse soit par le numéro de sa parcelle.

#### Risques naturels
Certaines parties du territoire communal sont susceptibles d’être affectées par le risque d’inondation par débordement de cours d'eau, notamment le Tréboulou. La cartographie des zones inondables en ex-Midi-Pyrénées réalisée dans le cadre du XIe Contrat de plan État-région, visant à informer les citoyens et les décideurs sur le risque d’inondation, est accessible sur le site de la DREAL Occitanie. La commune a été reconnue en état de catastrophe naturelle au titre des dommages causés par les inondations et coulées de boue survenues en 1982 et 1999,.
Cieurac est exposée au risque de feu de forêt. Un plan départemental de protection des forêts contre les incendies a été approuvé par arrêté préfectoral le 30 novembre 2015 pour la période 2015-2025. Les propriétaires doivent ainsi couper les broussailles, les arbustes et les branches basses sur une profondeur de 50 mètres, aux abords des constructions, chantiers, travaux et installations de toute nature, situées à moins de 200 mètres de terrains en nature
de bois, forêts, plantations, reboisements, landes ou friches. Le brûlage des déchets issus de l’entretien des parcs et jardins des ménages et des collectivités est interdit. L’écobuage est également interdit, ainsi que les feux de type méchouis et barbecues, à l’exception de ceux prévus dans des installations fixes (non situées sous couvert d'arbres) constituant une dépendance d'habitation.

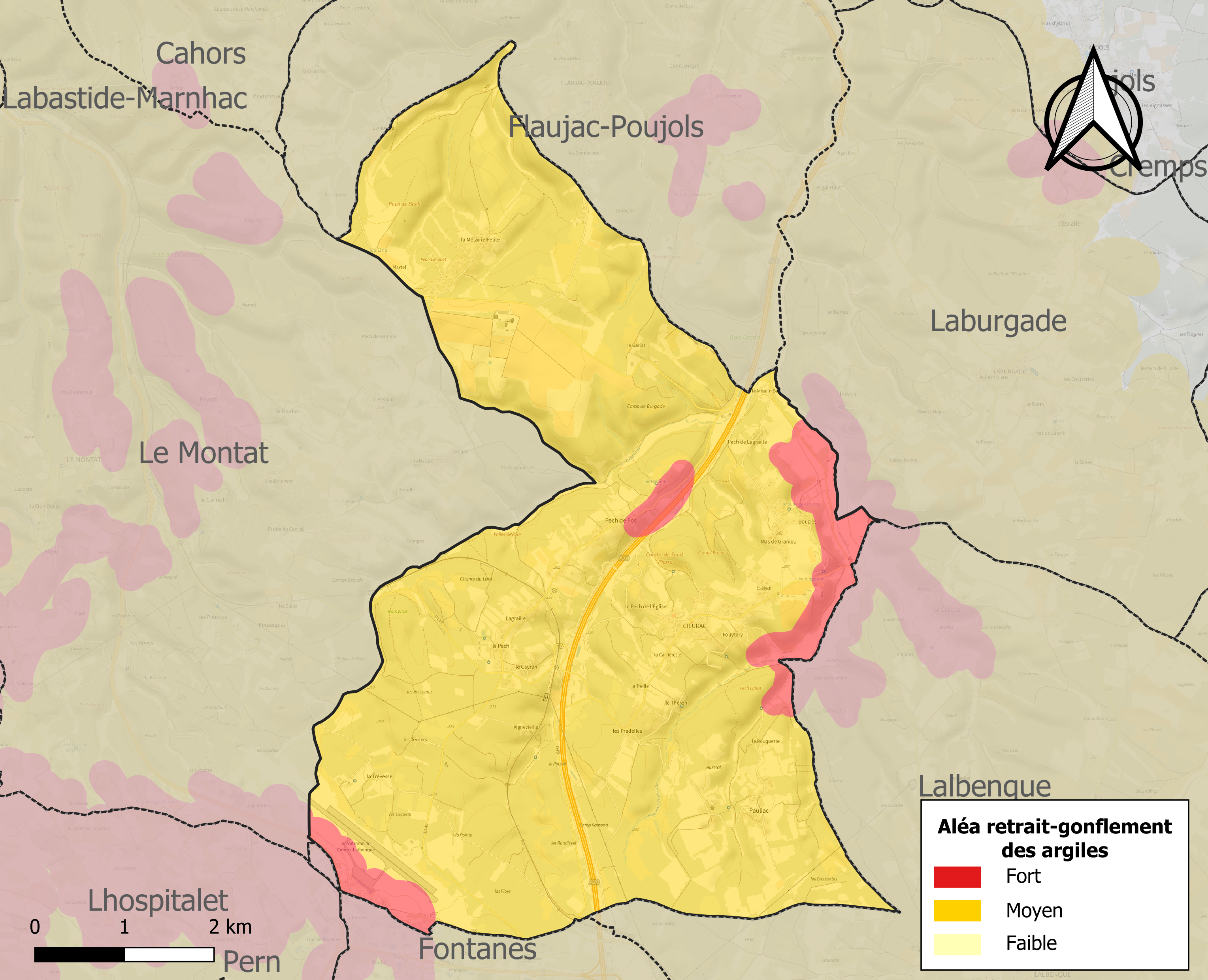
Carte des zones d'aléa retrait-gonflement des sols argileux de Cieurac.

Les mouvements de terrains susceptibles de se produire sur la commune sont des affaissements et effondrements liés aux cavités souterraines (hors mines), des éboulements, chutes de pierres et de blocs, des glissements de terrain et des tassements différentiels. Par ailleurs, afin de mieux appréhender le risque d’affaissement de terrain, l'inventaire national des cavités souterraines permet de localiser celles situées sur la commune.
Le retrait-gonflement des sols argileux est susceptible d'engendrer des dommages importants aux bâtiments en cas d’alternance de périodes de sécheresse et de pluie. La totalité de la commune est en aléa moyen ou fort (67,7 % au niveau départemental et 48,5 % au niveau national). Sur les 270 bâtiments dénombrés sur la commune en 2019, 270 sont en aléa moyen ou fort, soit 100 %, à comparer aux 72 % au niveau départemental et 54 % au niveau national. Une cartographie de l'exposition du territoire national au retrait gonflement des sols argileux est disponible sur le site du BRGM,.
Par ailleurs, afin de mieux appréhender le risque d’affaissement de terrain, l'inventaire national des cavités souterraines permet de localiser celles situées sur la commune.
Concernant les mouvements de terrains, la commune a été reconnue en état de catastrophe naturelle au titre des dommages causés par des mouvements de terrain en 1999.

#### Risques technologiques
Le risque de transport de matières dangereuses sur la commune est lié à sa traversée par une route à fort trafic, une ligne de chemin de fer et une canalisation de transport d'hydrocarbures. Un accident se produisant sur de telles infrastructures est susceptible d’avoir des effets graves sur les biens, les personnes ou l'environnement, selon la nature du matériau transporté. Des dispositions d’urbanisme peuvent être préconisées en conséquence.

## Toponymie
Le toponyme Cieurac est basé sur l'anthroponyme latin ou roman Severus. La terminaison -ac est issue du suffixe gaulois -acon (lui-même du celtique commun *-āko-), souvent latinisé en -acum dans les textes.

## Démographie
| 1793 | 1800 | 1806 | 1821 | 1831 | 1836 | 1841 | 1846 | 1851 |
| ---- | ---- | ---- | ---- | ---- | ---- | ---- | ---- | ---- |
| 515  | 622  | 636  | 545  | 565  | 590  | 606  | 660  | 680  |

| 1856 | 1861 | 1866 | 1872 | 1876 | 1881 | 1886 | 1891 | 1896 |
| ---- | ---- | ---- | ---- | ---- | ---- | ---- | ---- | ---- |
| 689  | 707  | 638  | 618  | 611  | 873  | 584  | 560  | 537  |

| 1901 | 1906 | 1911 | 1921 | 1926 | 1931 | 1936 | 1946 | 1954 |
| ---- | ---- | ---- | ---- | ---- | ---- | ---- | ---- | ---- |
| 467  | 437  | 415  | 342  | 305  | 248  | 249  | 230  | 261  |

| 1962 | 1968 | 1975 | 1982 | 1990 | 1999 | 2004 | 2006 | 2009 |
| ---- | ---- | ---- | ---- | ---- | ---- | ---- | ---- | ---- |
| 233  | 212  | 229  | 279  | 264  | 287  | 374  | 402  | 415  |

| 2014 | 2019 | 2022 | - | - | - | - | - | - |
| ---- | ---- | ---- | - | - | - | - | - | - |
| 504  | 587  | 647  | - | - | - | - | - | - |

Au début du XXe siècle, Cieurac comptait 437 habitants.

## Économie

### Revenus
En 2018, la commune compte 229 ménages fiscaux, regroupant 596 personnes. La médiane du revenu disponible par unité de consommation est de 23 560 € (20 740 € dans le département).

### Emploi
|                | 2008  | 2013  | 2018  |
| -------------- | ----- | ----- | ----- |
| Commune        | 4,9 % | 6,9 % | 8 %   |
| Département    | 7,3 % | 8,9 % | 9,6 % |
| France entière | 8,3 % | 10 %  | 10 %  |

En 2018, la population âgée de 15 à 64 ans s'élève à 338 personnes, parmi lesquelles on compte 81,1 % d'actifs (73,1 % ayant un emploi et 8 % de chômeurs) et 18,9 % d'inactifs,. Depuis 2008, le taux de chômage communal (au sens du recensement) des 15-64 ans est inférieur à celui de la France et du département.
La commune fait partie de la couronne de l'aire d'attraction de Cahors, du fait qu'au moins 15 % des actifs travaillent dans le pôle,. Elle compte 55 emplois en 2018, contre 55 en 2013 et 41 en 2008. Le nombre d'actifs ayant un emploi résidant dans la commune est de 251, soit un indicateur de concentration d'emploi de 21,8 % et un taux d'activité parmi les 15 ans ou plus de 62,7 %.
Sur ces 251 actifs de 15 ans ou plus ayant un emploi, 14 travaillent dans la commune, soit 5 % des habitants. Pour se rendre au travail, 95,4 % des habitants utilisent un véhicule personnel ou de fonction à quatre roues, 0,4 % les transports en commun, 1,6 % s'y rendent en deux-roues, à vélo ou à pied et 2,7 % n'ont pas besoin de transport (travail au domicile).

### Activités hors agriculture
40 établissements sont implantés  à Cieurac au 31 décembre 2019. Le tableau ci-dessous en détaille le nombre par secteur d'activité et compare les ratios avec ceux du département,.
| Secteur d'activité                                                                                        | Commune | Commune | Département |
| Secteur d'activité                                                                                        | Nombre  | %       | %           |
| --- | ------- | ------- | ----------- |
| Ensemble                                                                                                  | 40      |         |             |
| Industrie manufacturière, industries extractives et autres                                                | 2       | 5 %     | (14 %)      |
| Construction                                                                                              | 10      | 25 %    | (13,9 %)    |
| Commerce de gros et de détail, transports, hébergement et restauration                                    | 11      | 27,5 %  | (29,9 %)    |
| Information et communication                                                                              | 1       | 2,5 %   | (1,8 %)     |
| Activités spécialisées, scientifiques et techniques et activités de services administratifs et de soutien | 8       | 20 %    | (13,5 %)    |
| Administration publique, enseignement, santé humaine et action sociale                                    | 2       | 5 %     | (12 %)      |
| Autres activités de services                                                                              | 6       | 15 %    | (8,7 %)     |

Le secteur du commerce de gros et de détail, des transports, de l'hébergement et de la restauration est prépondérant sur la commune puisqu'il représente 27,5 % du nombre total d'établissements de la commune (11 sur les 40 entreprises implantées  à Cieurac), contre 29,9 % au niveau départemental.

### Agriculture
|               | 1988 | 2000 | 2010 | 2020 |
| ------------- | ---- | ---- | ---- | ---- |
| Exploitations | 32   | 14   | 6    | 4    |
| SAU (ha)      | 387  | 267  | 185  | 204  |

La commune est dans le Quercy Blanc », une petite région agricole couvrant une partie du sud-ouestdu département du Lot. En 2020, l'orientation technico-économique de l'agriculture  sur la commune est la viticulture. Quatre exploitations agricoles ayant leur siège dans la commune sont dénombrées lors du recensement agricole de 2020 (32 en 1988). La superficie agricole utilisée est de 204 ha,,.

## Culture locale et patrimoine

### Lieux et monuments
- L'église Saint-Pierre-ès-Liens de Cieurac. L'édifice est référencé dans la base Mérimée et à l'Inventaire général Région Occitanie[43]. La peinture monumentale sont référencer dans la base Palissy[44].
- Le Château de Cieurac ;
- Le Château de Pauliac ;
- Le Château de Haute-Serre ;
- Le Moulin à vent de Cieurac ;
- Fontgrande ;
- Fouytéri.

### Personnalités liées à la commune
- Raoul Marquessac (1828-1900), officier de marine et homme politique français, y est décédé.
- Arria Ly (1881-1934), militante féministe française, y est née.

## Le pèlerinage de Compostelle
Sur la via Podiensis du pèlerinage de Saint-Jacques-de-Compostelle.
On vient de Laburgade, la prochaine commune est Flaujac-Poujols.